# Plivska jezera
Plivska jezera se nalaze između opštine Jezero u Republici Srpskoj i opštine Jajce u Federaciji BiH. Smeštena su u rečnoj dolini Plive i razlikuju se Malo i Veliko jezero. 
Veliko jezero počinje na mestu gde Pliva završava svoj tok, nizvodno od opštine Jezero, a završava se u naselju Zaskoplje. Dugačko je oko 3,3 kilometra i široko od 400 do 700 metara. Najveća dubina Velikog jezera iznosi oko 36 metara. Na njemu se održavaju takmičenja u kajaku, kanuu i veslanju. Tu je, između ostalog, 1963. godine održano Svetsko i Evropsko pervenstvo u kajaku.
Malo jezero počinje u naselju Zaskoplje i dugačko je oko 950—1.000 metara, a široko između 200 i 400 metara. Najveća dubina ovog jezera iznosi oko 25 metara. 
Jezera su bogata raznim vrstama ribe: pastrmka, linjak, šaran i dr.

## Galerija
- Plivska jezera
- Veliko jezero
- Mlinčići

## Spoljašnje veze
- Eko Pliva